# Osnabrücker Symphonieorchester
Das Osnabrücker Symphonieorchester ist der Stadt Osnabrück und dem dortigen Theater Osnabrück angegliedert. Seit der Spielzeit 2004/2005 hat das Ensemble den Status eines B-Orchesters. Das Orchester wurde 1919 gegründet und besteht seither praktisch durchgängig, mit einer dreijährigen Unterbrechung in den Jahren des Zweiten Weltkriegs. Im Osnabrücker Symphonieorchester spielen derzeit knapp 60 Musiker.
Die Chefdirigenten, bzw. Generalmusikdirektoren des Orchesters waren:
- Bruno Hegmann (1947–1965)
- Heinz Finger (1965–1988)
- Jean-François Monnard (1988–1999)
- Lothar Koenigs (1999–2003)
- Hermann Bäumer (2003–2012)

Seit 2012 leitet Andreas Hotz das Orchester.
Besondere Beachtung fanden 2007 zwei Konzerte in Teheran, wo die Osnabrücker als erstes westliches Orchester seit 1979 auftreten durften.